# شورای هماهنگی اطلاعات
شورای هماهنگی اطلاعات کشور شورایی است که اعضای آن رئیسان جامعه اطلاعاتی جمهوری اسلامی ایران هستند در این شورا مشورت‌های لازم جهت هماهنگی سازمان‌های اطلاعاتی کشور با یکدیگر انجام می‌شود و موارد مشترک با شورای عالی امنیت ملی هماهنگ می‌شود.
برپایه قانون تأسیس وزارت اطلاعات، این وزارت‌خانه محور اصلی هماهنگی سازمان‌های اطلاعاتی کشور است و ریاست شورای هماهنگی اطلاعات هم برعهده وزیر اطلاعات قرار دارد. شروع به کار این شورا در دولت یازدهم بود.

## پیشینه
بر اساس تبصره ۳ ماده یک قانون تأسیس وزارت اطلاعات جمهوری اسلامی ایران، مصوب مرداد ۱۳۶۲ مجلس شورای اسلامی، هر یک از وزارتخانه‌ها و مؤسسات و شرکت‌های دولتی و نهادها و نیروهای نظامی و انتظامی که در کسب اطلاعات تخصصی خود به مسائل امنیتی برخورد نمایند، همچنین هرگونه اطلاعاتی که مورد تقاضای وزارت اطلاعات باشد، موظفند آن اطلاعات را در اختیار وزارت اطلاعات قرار دهند. در ماده ۲ قانون تأسیس وزارت اطلاعات، شورایی برای برقراری هماهنگی اطلاعاتی پیش‌بینی شده‌است.
بر اساس این قانون، وزارت اطلاعات محور اصلی هماهنگی امور اطلاعاتی کشور است و شورای هماهنگی اطلاعات به ریاست وزیر اطلاعات تشکیل می‌شود. ساختار این شورا در قانون تأسیس وزارت اطلاعات، مصوب ۱۳۶۲، پیش‌بینی شده بود ولی شروع به کار این شورا در دولت یازدهم انجام شد و اولین جلسه آن در آبان ۱۳۹۲ به ریاست محمود علوی برگزار شد.
در ابتدا ۹ سازمان عضو این شورا بودند ولی با گذشت زمان سازمان‌های اطلاعاتی جدید هم به این شورا افزوده شدند. تبادل نظر پیرامون چگونگی پیگیری و واگذاری ماموریت‌های اطلاعاتی در محدوده وظایف قانونی هر یک از واحدها و هماهنگ‌کردن موارد مشترک با شورای امنیت کشور، بررسی لوایح پیشنهادی نیروهای مسلح پیرامون مباحث اطلاعات قبل از پیشنهاد به مراجع قانونگذار و تشکیل ستاد اطلاعاتی در موارد ضروری و بحرانی از وظایف این شورا است.

## اعضا
- وزیر اطلاعات رئیس شورا
- وزیر کشور (یا نماینده تام‌الاختیار وی)
- وزیر امور خارجه (یا نماینده تام‌الاختیار وی)
- دادستان کل کشور
- رئیس سازمان اطلاعات سپاه پاسداران
- رئیس سازمان حفاظت اطلاعات سپاه پاسداران
- معاون اطلاعات ارتش جمهوری اسلامی ایران
- رئیس سازمان حفاظت اطلاعات ارتش جمهوری اسلامی ایران
- رئیس سازمان اطلاعات فراجا
- رئیس سازمان حفاظت اطلاعات فراجا
- رئیس سازمان حفاظت اطلاعات وزارت دفاع
- رئیس اداره حفاظت اطلاعات ستاد کل نیروهای مسلح
- مسئول دفتر سیاستگذاری حفاظت اطلاعات فرماندهی کل قوا
- رئیس مرکز حفاظت و اطلاعات  قوه قضائیه
- مسئول سازمان حراست دفتر رهبر جمهوری اسلامی ایران 